# Ghost9
 (janvier 2022).
Ghost9 (고스트나인) est un boy band sud-coréen de K-pop formé en 2020 par Maroo Entertainment. Il est composé de sept membres : Shin, Son Jun-hyung, Choi Jun-seong, Lee Kang Sung, Prince, Lee Woo-jin et Lee Jin-woo.

## Formation
Ghost9 débute en septembre 2020 avec neuf membres
Le 5 septembre 2021, Hwang Dong-jun et Lee Tae-seung quittent le groupe.

## Membres
Actif
- Son Jun-hyung (손준형) (sud-coréenne)
- Lee Shin (이신) (sud-coréenne)
- Lee Kang-sung (이강성) (sud-coréenne)
- Choi Jun-seong (최준성) (sud-coréenne)
- Prince (프린스) (thaïlandaise/hongkongaise) (พสิษฐ์ วทานิยปราโมทย์/Pasidh Vataniyapromote)
- Lee Woo-jin (이우진) (sud-coréenne)
- Lee Jin-woo (이진우) (sud-coréenne)

Anciens
- Hokkaido Shimano (シマノ北海道) (japonaise) (retirer quand même du groupe)
- Lee Tae-seung (이태승) (sud-coréenne) (retirer quand même du groupe)

## Discographie

### EP
| Titre                    | Détails de l'EP                                                                                     | Meilleure position | Ventes         |
| Titre                    | Détails de l'EP                                                                                     | KOR                | Ventes         |
| ------------------------ | --------------------------------------------------------------------------------------------------- | ------------------ | -------------- |
| Pre Episode 1: Door      | - Sortie : 23 septembre 2020 - Label : Maroo Entertainment, NHN Bugs - Formats : CD, téléchargement | 14                 | - KOR : 11,923 |
| Pre Episode 2: W.all     | - Sortie : 10 décembre 2020 - Label : Maroo Entertainment, NHN Bugs - Formats : CD, téléchargement  | 12                 | - KOR : 8,797  |
| Now: Where We Are, Here  | - Sortie : 11 mars 2021 - Label : Maroo Entertainment, NHN Bugs - Formats : CD, téléchargement      | 12                 | - KOR: 7,774   |
| Now: When We Are in Love | - Sortie : 3 juin 2021 - Label : Maroo Entertainment, NHN Bugs - Formats : CD, téléchargement       | 15                 | - KOR: 11,040  |
| Now: Who We Are Facing   | - Sortie : 25 novembre 2021 - Label : Maroo Entertainment, NHN Bugs - Formats : CD, téléchargement  | 23                 | - KOR : 11,810 |

### Singles
| Titre                 | Année | Meilleure position | Album                     |
| Titre                 | Année | KOR                | Album                     |
| --------------------- | ----- | ------------------ | ------------------------- |
| Think of Dawn         | 2020  | —                  | Pre Episode 1: Door       |
| W.all                 | 2020  | —                  | Pre Episode 2: W.all      |
| Seoul                 | 2021  | —                  | Now: Where We Are, Here   |
| Up All Night (밤샜다) | 2021  | —                  | Now: Where We Are in Love |
| Control               | 2021  | —                  | Now: Who We Are Facing    |
| "—" non classé.       |       |                    |                           |

### Clips
| Year          | Title |
| ------------- | ----- |
| Think of Dawn | 2020  |
| W.all         | 2020  |
| Seoul         | 2021  |
| Up All Night  | 2021  |

## Distinctions
| Cérémonie          | Année | Catégorie                        | Nommé/Œuvre | Résultat   | Ref.   |
| ------------------ | ----- | -------------------------------- | ----------- | ---------- | ------ |
| Seoul Music Awards | 2020  | Rookie of the Year               | Ghost9      | Nomination | [ 10 ] |
| Seoul Music Awards | 2020  | K-wave Popularity Award          | Ghost9      | Nomination | [ 10 ] |
| Seoul Music Awards | 2020  | Popularity Award                 | Ghost9      | Nomination | [ 10 ] |
| Asia Artist Awards | 2021  | Male Idol Group Popularity Award | Ghost9      | Nomination | [ 11 ] |